# Дараган, Пётр Михайлович (полковник)
Пётр Миха́йлович Дарага́н (15 (27) февраля 1874 — 23 апреля 1960) — гвардейский офицер-кавалерист, флигель-адъютант Е. И. В., полковник Русской императорской армии, участник Первой мировой войны и Белого движения, последний полковой командир 5-го драгунского Каргопольского полка (1917), белоэмигрант.

## Биография
Родился в дворянской семье малороссийского казацкого рода Дараган. Православного вероисповедания. Его отец — Михаил Петрович, и дед — Пётр Михайлович, — русские военные и государственные деятели. Бабушка Анна Михайловна — известный русский педагог и детская писательница.
Воспитывался и получил общее образование в Санкт-Петербурге, в Николаевском кадетском корпусе.

### Военная служба
В службу вступил 1 ноября 1892 года юнкером Николаевского кавалерийского училища. В 1894 году, по окончании училища по 1-му разряду, выпущен корнетом в 15-й Александрийский драгунский полк (2-я бригада 5-й кавалерийской дивизии). На 1895 год — корнет 15-го Александрийского драгунского полка, расквартированного в Калише.
В августе 1895 года переведен в Лейб-гвардии Уланский Е. В. Г. И. Александры Фёдоровны полк корнетом гвардии. С 17 марта 1897 года и на протяжении, в общей сложности, 10 лет и 9 месяцев, —  полковой адъютант (полк размещался в Новом Петергофе Санкт-Петербургской губернии). 
В декабре 1898 года произведен в поручики гвардии. В штабс-ротмистры гвардии произведен в декабре 1902 года.
В мае 1906 года был назначен флигель-адъютантом к Его Императорскому Величеству и был им до дня отречения Государя Императора от престола. С февраля 1908 года — ротмистр гвардии. Четыре года командовал эскадроном своего полка.
В январе 1912 года был произведен в полковники.
Участник Первой мировой войны в составе своего полка. С 28 ноября 1916 года и до конца 1917 года — последний официально назначенный командир 5-го драгунского Каргопольского полка 1-й бригады 5-й кавалерийской дивизии.
5 марта 1917 года временно находящийся в резерве 5-й драгунский Каргопольский полк был созван, и перед конным строем полковник Дараган зачитал акт об отречении Николая II от престола; 11 марта того же года полк присягнул Временному правительству.

### Гражданская война
После Октябрьской революции в Петрограде, заключения Брестского мира и демобилизации «старой» русской армии, весной 1918 года полковник Дараган прибыл с фронта на Украину и вступил в службу в вооружённые силы Украинской державы. Был назначен командиром 1-го конного запасного полка.
В начале 1919 года, после антигетманского восстания и отречения гетмана Скоропадского от власти, оставил службу в украинской армии и перешёл на службу в Вооружённые силы Юга России, разгромленные к весне 1920 года наступавшей Красной армией РСФСР. В начале 1920 года был эвакуирован из Новороссийска в Константинополь на корабле «Константин». К маю того же года перебрался в Югославию. По другой версии, в декабре 1918 года Пётр Михайлович Дараган, как и его младший брат Иван, был депортирован в Германию, где вступил в Отряд имени графа Келлера, вошедший в состав Западной добровольческой армии, затем, в декабре 1919 года, после поражения и отступления Западной добровольческой армии на территорию Германии был там интернирован.

### В эмиграции
В эмиграции Пётр Михайлович Дараган жил с семьёй в Западной Германии, где и скончался в апреле 1960 года (по другим данным — умер в Париже).

## Семья
- Жена — баронесса Мария Леонардовна фон Штейнгель, сын — Николай 1912 года рождения[12][15].
- Младший брат Иван (1885—1977) — выпускник Пажеского корпуса 1904 года, гвардейский офицер, — в мае 1920 года также эмигрировал в Польшу, с 1948 года — в Аргентине, в 1960-х годах — в США.
- Известная художница экспрессионистского направления Марианна Верёвкина приходилась братьям троюродной сестрой.

## Награды
- Орден Святого Станислава 3-й степени (ВП 06.12.1901)
- Орден Святой Анны 3-й степени (ВП 06.12.1905)
- Орден Святого Станислава 2-й степени (23.04.1906; ВП 09.05.1906)
- Орден Святой Анны 2-й степени (ВП 06.12.1910)
- Медаль «В память 100-летия Отечественной войны 1812 года» (1912)
- Медаль «В память 300-летия царствования Дома Романовых» (1913)
- Орден Святого Владимира 4-й степени (ВП 06.12.1913)
- мечи и бант к ордену Святого Владимира 4-й степени (ВП 26.10.1914)
- Орден Святой Анны 4-й степени с надписью «За храбрость» (ВП 13.09.1915)
- мечи к ордену Святой Анны 2-й степени (ВП 06.02.1917)

Иностранные награды:
- Бухарский орден Благородной Бухары, серебряная звезда 2-й степени (1900)
- Греческий орден Спасителя 4 степени, офицерский крест (1901)
- Итальянский орден Короны Италии 5 степени, кавалерский крест (1903)
- Болгарский орден «За военные заслуги» 5-й степени, кавалерский крест (1903)
- Французский орден Чёрной звезды 4-й степени, офицерский крест (1904)
- Персидский орден Льва и Солнца 3-й степени, командорская звезда (1906)

## Комментарии
1. ↑  В справочной и научно-популярной литературе по периоду гражданской войны не исключена путаница биографий однофамильцев.